# Drosophila tsukubaensis
Drosophila tsukubaensis är en tvåvingeart som beskrevs av Takamori 1983. Drosophila tsukubaensis ingår i släktet Drosophila och familjen daggflugor.
Artens utbredningsområde är Japan.